# دبی بارول-واشینگتن
دبی بارول-واشینگتن (انگلیسی: Debbie Bramwell-Washington؛ زادهٔ ۹ ژوئن ۱۹۶۶) یک بدن‌ساز اهل ایالات متحده آمریکا است.

## زندگی و تحصیلات
دبی بارول در ۶ ژوئن ۱۹۶۶ در پارسیپنی-تروی هیلز، نیوجرسی متولد شد اجداد وی  ارمنی، رومانیایی، روس،ی انگلیسی و فرانسوی هستند. وی در مدرسه محلی تحصیل کرد. در ۱۹۸۴ او از دبیرستان پارسیپنی فارغ‌التحصیل شد. پس از کسب اعتبار به عنوان یک آرایشگر، او ابتدا به فینیکس، آریزونا و بعداً به لا هویا، کالیفرنیا رفت و در نهایت حرفه شغلی بدنسازی خود را آغاز کرد.